# Убийство на игрището за голф
Убийство на игрището за голф е третата книга на Агата Кристи, и втората с участието на Еркюл Поаро.

## Действащи лица
- Еркюл Поаро – белгийски детектив
- Артър Хейстингс – приятел на Поаро, разказващ историята

Вила Женевиев:
- Пол Рено – бивш Жорж Коно
- Елоиз Рено – съпругата му
- Джак Рено – техен син
- Франсоа, Леони, Денис – прислужнички
- Аугуст – градинар
- Габриел Стоунът – секретар на Пол Рено

Вила Маргьорит:
- Мадам Дьоброй – бившата мадам Жак Беролди
- Марта Дьоброй – дъщеря ѝ

Парижка полиция:
- Люсиен Бекс – комисар
- Мосю Оте – следовател
- доктор Дюран – местен лекар
- Мосю Жиро – полицай

Други:
- Бела Дювийн – годеница на Джак Рено и акробатка
- Дюлси Дювийн – сестра на Бела, позната на Хейстингс като Пепеляшка

## Телевизия
Книгата е адаптирана за малкия екран през 1996 г. като част от поредицата „Случаите на Поаро“, с Дейвид Сушей в главната роля. Филмът има доста съществени отклонения от книгата:
- В книгата Поаро получава писмо от Пол Рено, докато във филма Поаро и Хейстингс са на почивка в хотел, притежаван от Пол Рено, именно там двамата се срещат.
- Убийството на Пол Рено става само 10 години (а не 20 както е в книгата) след случая Беролди, вследствие на което Джак Рено е заварен син, със силен мотив да убие Пол.
- Във филма случаят Беролди е представен в самото начало.
- Във филма Джак Рено участва в състезание по колоездене.
- Във филма Жиро и Поаро се хващат на бас, кой ще реши пръв случая. Жиро залага прословутата си лула, с която не се разделя, а Поаро – своите мустаци. Накрая Жиро дава лулата си на Поаро, който му я връща казвайки, че няма да я приеме, така Жиро ще се сеща всеки път когато я погледне за белгийския детектив.
- Във филма не е включен образа на Дюлси, а Бела е певица в хотела. Последната сцена на филма показва целувка между Бела и Хейстингс.